# Hans Majestæt Kong Douglas
Hans Majestæt Kong Douglas er en amerikansk stumfilm fra 1917 af John Emerson.

## Medvirkende
- Douglas Fairbanks som Alexis Caesar Napoleon Brown
- Eileen Percy som Elsie Merrill
- Richard Cummings som Old Bingham
- Millard Webb som Mr. Mann
- Eugene Ormonde som Sergius Badinoff